# Eremobelba gracilior
Eremobelba gracilior är en kvalsterart som beskrevs av Berlese 1908. Eremobelba gracilior ingår i släktet Eremobelba och familjen Eremobelbidae. Inga underarter finns listade i Catalogue of Life.